# Eurialinità

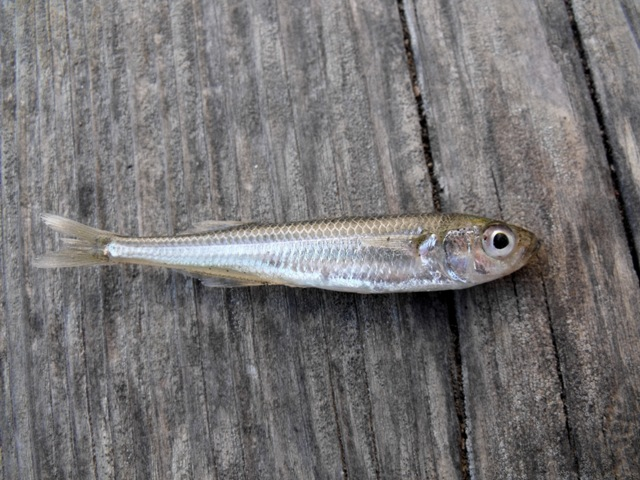
Atherina boyeri, specie di pesce molto eurialina

L'eurialinità è la caratteristica degli organismi acquatici di poter sopportare notevoli variazioni del grado di salinità dell'acqua.

## Significato biologico ed ecologico
Gli organismi eurialini possono vivere (ma non sempre riprodursi) sia in acque dolci sia a salinità marina, oppure in acque salmastre nelle quali il tasso di sale può variare ripetutamente in seguito all'immissione di acque dolci o alla concentrazione per evaporazione. Sono in genere gli unici a popolare ambienti in cui sono frequenti sbalzi di salinità come lagune o estuari.
Si possono trovare sia all'interno di gruppi di origine marina sia di origine dulcacquicola; un contingente meno numeroso è composto da specie che si incontrano esclusivamente in acque salmastre.

## Esempi di pesci eurialini
Tra i pesci ossei eurialini si hanno alcune delle specie più comuni tra le catture dei pescatori, come i cefali o muggini, la spigola, l'orata, l'anguilla, l'ombrina e i latterini (Atherina); tutte queste specie entrano in acqua salmastra o dolce per nutrirsi, ma, eccettuati i latterini, si riproducono solo in mare.
Il carcarino leuca, squalo solitamente marino, può facilmente trovarsi nelle acque dolci dei fiumi tropicali anche a grande distanza dal mare.
Una specie aliena di origine dulciacquicola che può trovarsi in acque salmastre è la gambusia.
Anche il vorace pesce serra, unico appartenente alla famiglia dei Pomatomidae, può risalire fiumi a caccia di cefali.
Tra le specie tipiche di acque salmastre che non si trovano regolarmente né in acqua dolce né in mare si possono annoverare il nono, il pesce ago di rio e diversi gobidi, come il ghiozzetto di laguna, il ghiozzetto cenerino e il ghiozzo go.
Un discorso a parte meritano i pesci anadromi o catadromi, che passano dalle acque marine alle dolci (anadromi) o il contrario (catadromi) per scopi riproduttivi.